# Affing

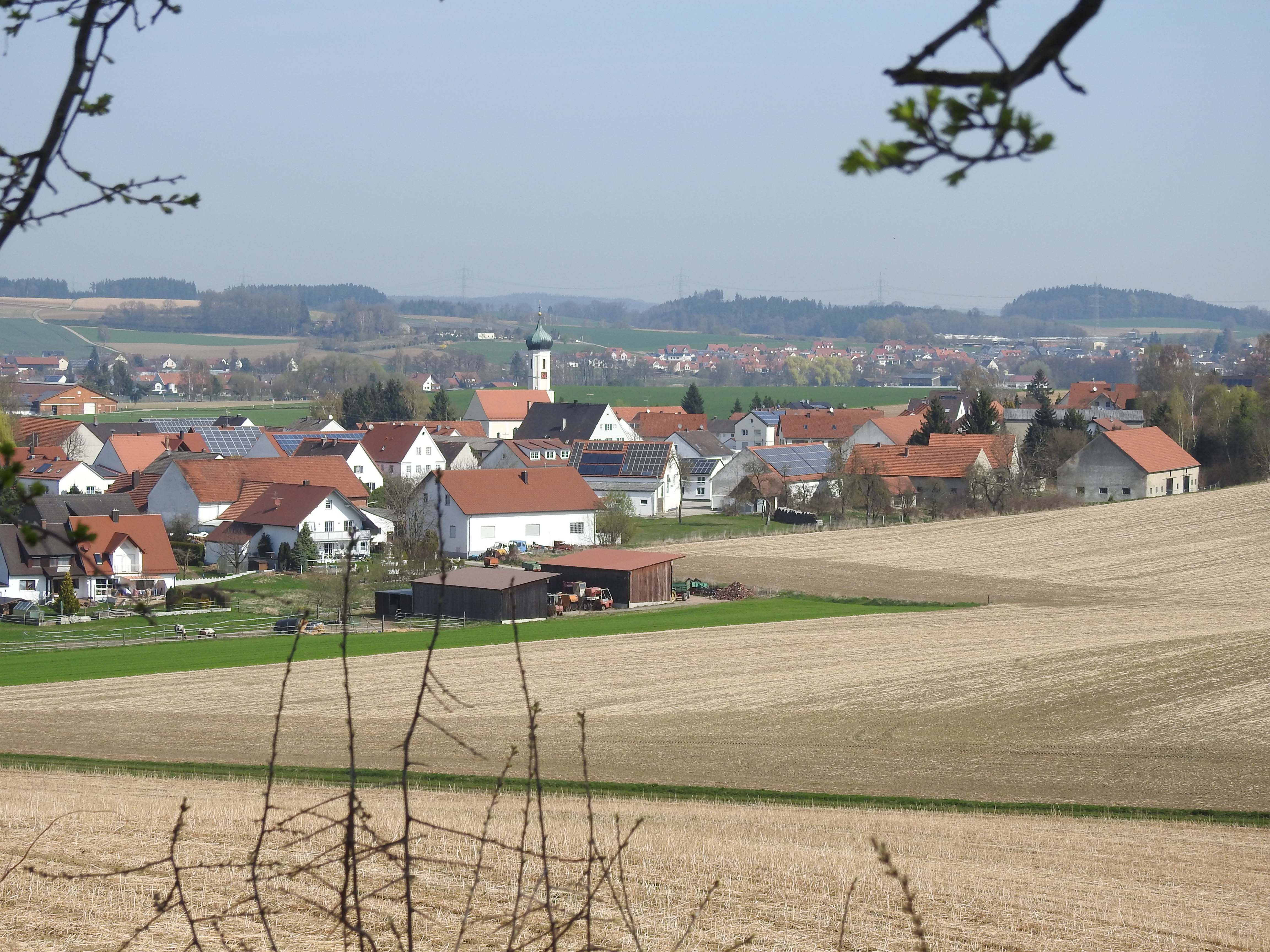
Aulzhausen und Affing von Südwesten

Affing ist eine Gemeinde im bayerisch-schwäbischen Landkreis Aichach-Friedberg.

## Geographie

### Geographische Lage
Die Gemeinde liegt an der Staatsstraße 2035 (Augsburg – Neuburg) am Affinger Bach und befindet sich rund zehn Kilometer nordöstlich von Augsburg in unmittelbarer Nähe zum Flugplatz Augsburg. Affing liegt am westlichen Rand des Donau-Isar-Hügellandes bzw. des Unterbayerischen Hügellandes und grenzt an die Donau-Iller-Lech-Platte.

### Gemeindegliederung
Es gibt 13 Gemeindeteile (in Klammern ist der Siedlungstyp angegeben):
- Affing (Pfarrdorf)
- Anwalting (Kirchdorf)
- Aulzhausen (Pfarrdorf)
- Bergen (Dorf)
- Frechholzhausen (Weiler mit Kirche)
- Gebenhofen (Pfarrdorf)
- Haunswies (Pfarrdorf)
- Iglbach (Weiler)
- Katzenthal (Weiler mit Kirche)
- Miedering (Dorf)
- Mühlhausen (Pfarrdorf)
- Pfaffenzell (Einöde)
- Sankt Jodok (Kirche)

| Affing |

| Katzenthal |

| Iglbach |

| Haunswies |

| Pfaffenzell |

| Frechholz- hausen |

| Miedering |

| Aulzhausen |

| Bergen |

| Mühlhausen |

| Anwalting |

| Gebenhofen |

| Sankt Jodok |

### Nachbargemeinden
Die Gemeinde Affing grenzt an die Nachbargemeinden Augsburg, Rehling, Aindling, Hollenbach, Aichach, Obergriesbach und Friedberg.

## Geschichte

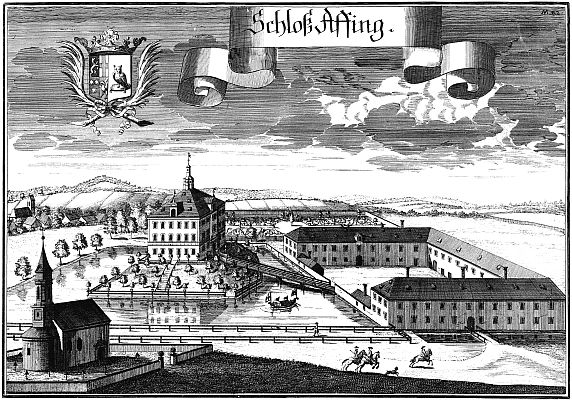
Schloss Affing (um 1700)

### Bis zur Gemeindegründung
Eine Grabhügelgruppe und römische Funde weisen auf eine frühe Besiedlung hin. Der Ortsname Affing könnte auf eine bayerische Gründung durch einen Affo hinweisen. Affing wurde 1040 erstmals urkundlich erwähnt und war vor 1800 Sitz einer geschlossenen Hofmark der Grafen von Leyden. Sie gehörte zum Kurfürstentum Bayern.
Die Ritter-, Hofmarks- und Herrschaftsgeschichte erwähnt folgende Personen: Perenhart de Affingin (1040), Ulrich von Affingen (um 1090), seine Söhne Udalschalk und Giselher (um 1126), Otto von Affing und Burkart von Affingen (um 1150), Eberhart von Affingen (1350) und folgende Lehens-Besitzer der Hofmark Affing: Engelhart von Oberndorf (1425), dessen Tochter Amalie mit Ehemann Wolfgang Waldecker (um 1470), Walter von Gumppenberg (1506), Seifried von Zillenhart (1552), Waldecker (bis 1621), Georg Friedrich von Stauding (ab 1621), Johann Baptist Freiherr von Leyden – kurfürstlicher Vizekanzler zu München (ab 1682).

### 19. bis 20. Jahrhundert
Die Adelsfamilie der Freiherren von Gravenreuth kaufte im Jahr 1816 von Graf Maximilian Anton von Leyden die Hofmark Affing, dann 1831 auch die Hofmark Obergriesbach. Sie ist seitdem Schlossherr in Affing. Der Erwerber, Karl Ernst von Gravenreuth, war Diplomat und verwaltete als Generalkommissär das kurz vorher an Bayern gekommene Schwaben.
Im Zuge der Verwaltungsreformen im Königreich Bayern entstand mit dem Gemeindeedikt von 1818 die heutige Einheitsgemeinde Affing.  Bis 1819 bestand ein von Gravenreuth’sches Herrschaftsgericht, dann ein adeliges Patrimonialgericht. Die letzten Reste der Adelsherrschaft wurden 1848 aufgehoben. Das Schloss Affing wurde am 16. Oktober 1927 durch einen Brand zerstört und 1928 durch Oswald Bieber in der ursprünglichen Form wiederaufgebaut.

### 21. Jahrhundert
Am 13. Mai 2015 wurden zahlreiche Gebäude durch einen Tornado schwer beschädigt. Sieben Menschen wurden leicht verletzt.

### Eingemeindungen
Im Zuge der Gebietsreform in Bayern wurde am 1. Juli 1972 die Gemeinde Haunswies (Landkreis Aichach) nach Affing eingemeindet. Anwalting, Aulzhausen, Gebenhofen und Mühlhausen, die bis zum 30. Juni 1972 dem Landkreis Friedberg angehörten, sowie kleine Gebietsteile der aufgelösten Gemeinde Derching mit damals weniger als 50 Einwohnern kamen am 1. Mai 1978 hinzu.

### Einwohnerentwicklung
| Jahr      | 2010 | 2011 | 2012 | 2013 | 2014 | 2015 | 2016 | 2019 |
| Einwohner | 5277 | 5262 | 5242 | 5300 | 5353 | 5359 | 5430 | 5498 |

Zwischen 1988 und 2019 wuchs die Gemeinde von 4239 auf 5498 um 1259 Einwohner bzw. um 29,7 %.

## Politik

### Gemeinderat
Der Gemeinderat Affings setzt sich aus dem 1. Bürgermeister und 20 Gemeinderatsmitgliedern zusammen. Die vergangenen Kommunalwahlen führten zu folgenden Ergebnissen:
| Parteien und Wählergemeinschaften                            | 2020   | 2020   |      | 2014  | 2014 |
| Parteien und Wählergemeinschaften                            | %      | Sitze  | %    | Sitze |      |
| Christlich-Soziale Union in Bayern (CSU)                     | 15,4   | 3      | 16,3 | 3     |      |
| Sozialdemokratische Partei Deutschlands (SPD) / Freie Bürger | 09,3   | 2      | 08,5 | 2     |      |
| Wählergemeinschaft Mühlhausen-Bergen (WG M-B)                | 24,0   | 5      | 21,2 | 4     |      |
| Christliche Bürgervereinigung Affing (CBV)                   | 14,5   | 3      | 21,2 | 4     |      |
| Haunswieser Wählergemeinschaft (HWG)                         | 11,0   | 2      | 12,0 | 3     |      |
| Freie Bürgergemeinschaft Aulzhausen (FBGA)                   | 09,4   | 2      | 11,5 | 2     |      |
| Gemeinsames Affing                                           | 09,0   | 2      | –    | –     |      |
| Freie Wählergemeinschaft Anwalting (FWG)                     | 07,5   | 1      | 09,3 | 2     |      |
| Gesamt (evtl. nach Korrektur von Rundungsungenauigkeiten)    | 100    | 20     | 100  | 20    |      |
| Wahlbeteiligung                                              | 71,7 % | 71,7 % |      |       |      |

### Bürgermeister
Zum Ersten Bürgermeister wurde Markus Winklhofer am 20. September 2015 mit 78,8 % gewählt; er war von CSU und vier Wählerlisten (CBV, WG M-B, HWG, FBGA) nominiert worden. Er wurde am 29. März 2020 in der Stichwahl mit 63,4 % für weitere sechs Jahre im Amt bestätigt.
Winklhofer ist Nachfolger von Rudi Fuchs (im Amt vom 1. Mai 2002 bis 31. Juli 2015, wegen Dienstunfähigkeit in den Ruhestand getreten); dessen Vorgänger waren Johann Matzka (1978–1990) und Helmut Tränkl (1990–2002).
Zweite Bürgermeisterin: Christine Schmid-Mägele, CSU

Dritter Bürgermeister: Markus Jahnel, WG M-B

### Wappen
|                                                                    | Blasonierung: „In Blau ein aus silbernem Felsen hervorwachsendes silbernes Einhorn.“ |
| Das Gemeindewappen entspricht dem Gravenreuthschen Familienwappen. |                                                                                      |

### Gemeindepartnerschaften
Mit der Errichtung des „Deutsch-Polnischen Versöhnungskreuzes“ in Aulzhausen durch den Aulzhausener Johannes Grabler wurden 1993 Kontakte zur polnischen Kreisstadt Łobez (deutsch Labes) aufgenommen. Das Mahnmal erinnert an den polnischen Zwangsarbeiter Michał Kwik aus Różaniec, der 1944 von den Nationalsozialisten in Aulzhausen hingerichtet wurde. Bei der Einweihung 1994 waren die zwei Schwestern des NS-Opfers aus Łobez angereist. Seit 1997 gibt es eine offizielle Gemeindepartnerschaft, die u. a. vom Affinger „Partnerschaftskomitee Lobez e. V.“ gepflegt wird. 2007 feierten die beiden Kommunen ihr zehnjähriges Partnerschaftsjubiläum.
Unabhängig davon wurde 1993 auch in Lobez eine „Deutsch-Polnische Gedenkstätte“ errichtet in die Teile eines zerstörten Roland-Denkmales zum Andenken an die 208 gefallenen Labeser des Ersten Weltkrieges mit einbezogen wurden (u. a. ein Sonnen-Runenstein).

## Kultur und Sehenswürdigkeiten

### Bauwerke

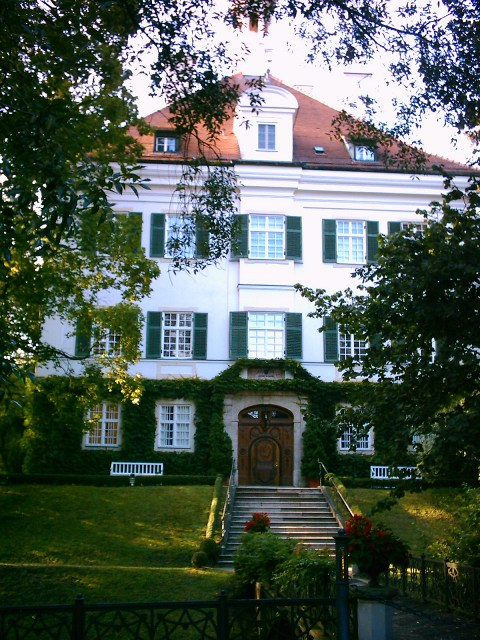
Schloss Affing

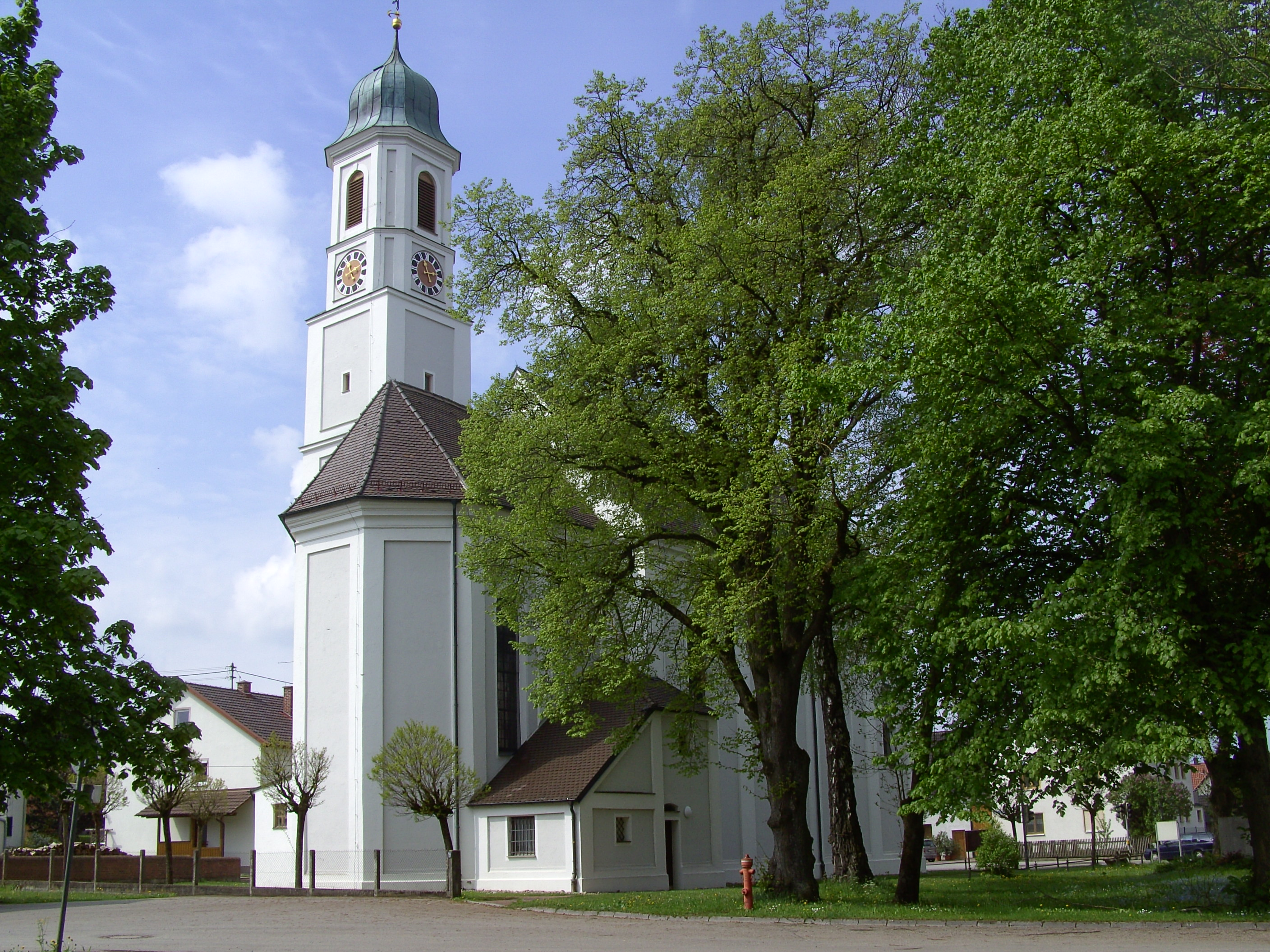
Pfarrkirche St. Peter und Paul

- Schloss Affing mit Schlosspark und Schlosshof
1816 kaufte die Adelsfamilie von Gravenreuth die Hofmark Affing und ist seitdem Schlossherr in Affing. Das ehemalige Wasserschloss wurde nach einem tragischen Brand 1928 mit sechs Toten in den ursprünglichen Formen von 1694 erneuert. Durch den Schlosspark mit Orangeriegebäude fließt der Affinger Bach. Im Schlosshof mit seinen Wirtschaftsgebäuden findet der weithin bekannte Weihnachtsmarkt statt. In unmittelbarer Nähe des Schlosses befindet sich eine imposante und sehr alte Eschenallee.
- Ehemaliges Schlossgut Iglhof in Iglbach (Ende 17. Jahrhundert); Im März 2007 wurde das ehemalige Langhaus abgebrochen.[11] 2010 wurde vorgeschlagen den Iglhof zu retten und als Rathaus zu nutzen.[12]
- Mittelalterliche Burgställe in Mühlhausen, Miedering und Haunswies
- Pfarrkirche St. Peter und Paul in Affing
- Kapelle St. Michael in Affing
- Friedhofskapelle, die Gruftkapelle der Freiherren von Gravenreuth, 1833
- Pfarrkirche St. Jakobus der Ältere in Haunswies
- Wallfahrtskapelle St. Jodok bei Haunswies, Ende 17. Jahrhundert
- Pfarrkirche St. Laurentius und Elisabeth in Aulzhausen
- Pfarrkirche St. Johannes Baptist und Maria Magdalena in Mühlhausen
- Pfarrkirche Mariä Geburt in Gebenhofen
- Filialkirche St. Andreas in Anwalting
- Salzbergkapelle bei Anwalting (Mutter Gottes mit den Sieben Schmerzen)
- Kapelle Mariä Heimsuchung in Frechholzhausen
- Kapelle St. Valentin in Katzenthal
- Kapelle St. Elisabeth in Miedering
- Kapelle St. Maria in Bergen (Ende 19./Anfang 20. Jahrhundert)
- Alte Schule am Schlossplatz: Das Jugendstil-Gebäude aus dem Jahr 1906 wurde 2010 trotz Protest aus der Bevölkerung abgerissen.[12][13][14]

### Sport
Der FC Affing bietet neben dem Fußball weitere Sportarten, beispielsweise Skifahren, Gymnastik, Volleyball, Stockschießen und Tischtennis an.

## Wirtschaft und Infrastruktur

### Wirtschaft
Im Jahr 2018 gab es in der Land- und Forstwirtschaft 28 (1998: 40 Personen), im produzierenden Gewerbe 478 (1998: 367 Personen) und im Handel und Verkehr 520 (1998: 199 Personen) sozialversicherungspflichtig Beschäftigte am Arbeitsort tätig. In sonstigen Wirtschaftsbereichen waren es 291 (1998: 121 Personen). Beschäftigte am Wohnort gab es insgesamt 2412 (1998: 1735 Personen). Im verarbeitenden Gewerbe (sowie Bergbau und Gewinnung von Steinen und Erden) gab es 2018 3 Betriebe (1998: 5 Betriebe), im Bauhauptgewerbe 7 Betriebe (1998: 12 Betriebe). Zudem bestanden im Jahr 2016 88 landwirtschaftliche Betriebe (1999: 129 Betriebe) mit einer landwirtschaftlich genutzten Fläche von 3278 ha (1999: 3014 ha). Davon waren 2520 ha Ackerfläche und 744 ha Dauergrünfläche.

### Ansässige Unternehmen
Am 1. Juni 2018 waren in der Gemeinde 572 Betriebe (2010: 496 Betriebe) gemeldet. Die größten Unternehmen sind:
- Wurzer Profiliertechnik in Affing
- Mühlhausener Frischbetonwerk im Ortsteil Mühlhausen
- Abus Security-Center im Ortsteil Mühlhausen

### Verkehr
Südlich der Gemeinde Affing verläuft die Bundesautobahn 8, im Westen die Bundesstraße 2, im Osten die Bundesstraße 300. Im Gemeindeteil Mühlhausen liegt der Flugplatz Augsburg. Eine Umgehungsstraße nördlich von Anwalting und Gebenhofen wird gegenwärtig vom Staatlichen Straßenbauamt Augsburg geplant.

### Öffentlicher Verkehr
Zwischen 5 und 21 Uhr verkehren mit wenigen Ausnahmen Busse im 30-Minuten-Takt zwischen Affing und Augsburg. Samstags bzw. Sonntags wurde Affing bis zum Fahrplanwechsel im Dezember 2024 von 4 bzw. 2 Bussen in beiden Richtungen bedient, seither gar nicht mehr. Nachtbusse gibt es freitags und samstags. Außerdem gibt es einzelne Fahrten nach Aichach. Verbindungen nach Aindling und Pöttmes werden regelmäßig gefahren.

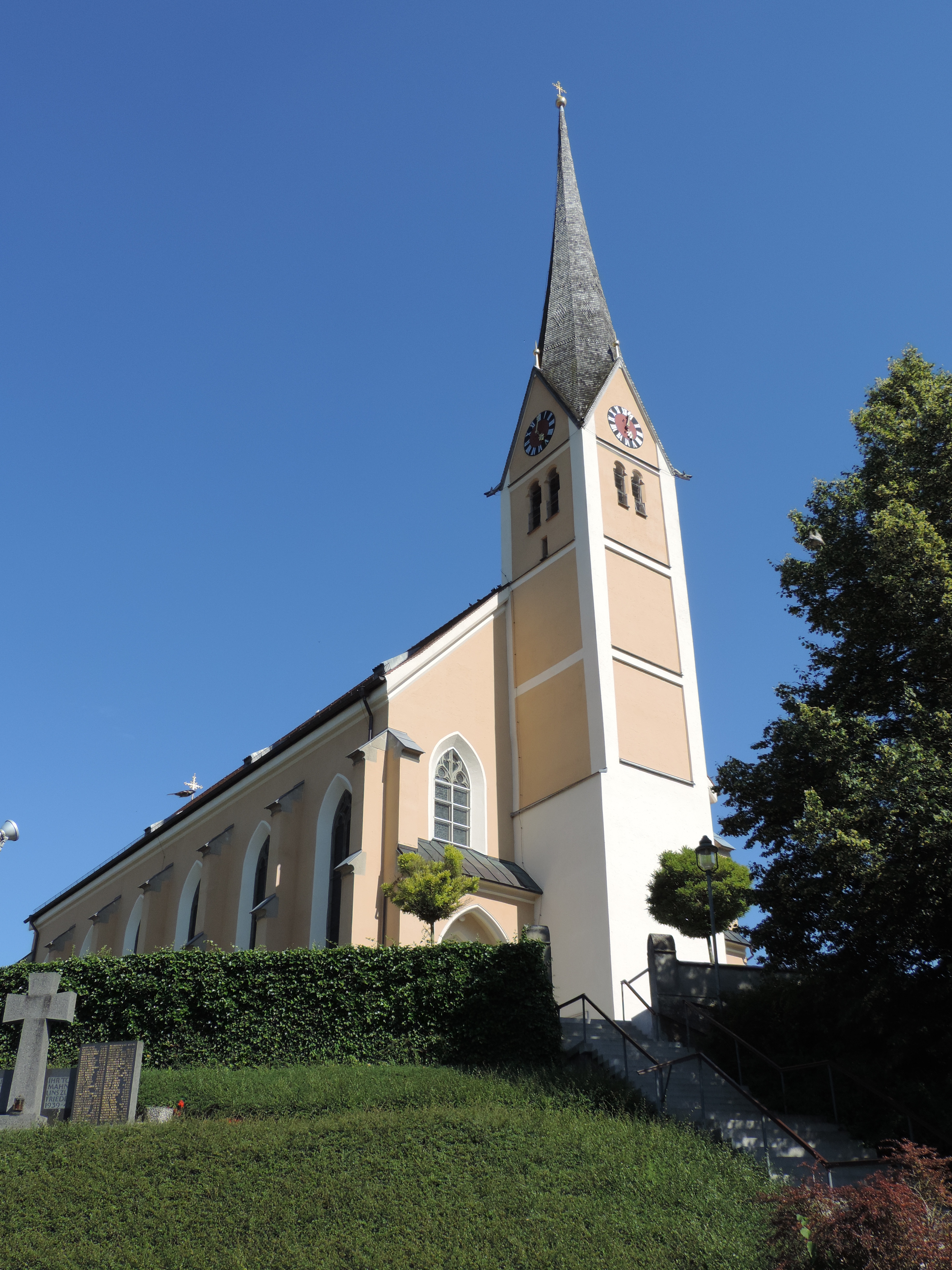
Pfarrkirche St. Martin in Aindling

| Linie | Linienverlauf | Verkehrsunternehmen |
| ----- | --- | ------------------- |
| 225   | Augsburg – Mühlhausen – Aulzhausen – Affing – Haunswies – Hollenbach – Inchenhofen – Sainbach – Mainbach                               |                     |
| 301   | Augsburg – Mühlhausen – Aulzhausen – Affing – Petersdorf – Alsmoos – Gebersdorf – Gundelsdorf – Pöttmes                                |                     |
| 302   | Augsburg – Mühlhausen – Aulzhausen – Affing – Petersdorf – Hohenried – Willprechtszell – Axtbrunn – Osterzhausen – Ebenried (– Stuben) |                     |
| 303   | Augsburg – Mühlhausen – Aulzhausen – Affing – Gebenhofen                                                                               |                     |
| 305   | Augsburg – Mühlhausen – Rehling – Todtenweis – Aindling                                                                                |                     |
| 221   | Affing – Haunswies – Griesbeckerzell – Hiesling – Oberschneitbach – Unterschneitbach – Aichach                                         |                     |
| 226   | Affing – Haunswies – Igenhausen – Schönbach – Hollenbach – Motzenhofen – Oberbernbach – Aichach                                        |                     |

### Bildung
- Kindergärten:
  - Kindergarten Bergen (gemeindlicher Träger)
  - Katholischer Kindergarten Affing (seit Herbst 2009 gemeindlicher Träger, davor kirchlich/katholisch)
  - Kindergarten und Kinderkrippe Krambambuli Haunswies (gemeindlicher Träger)
- Grundschule Affing
- Staatliche Realschule Affing[18] in Bergen (von 2010 bis 2012 Außenstelle der Bertolt-Brecht-Realschule in Augsburg)
- Volkshochschule Aichach-Friedberg (Außenstelle Affing)

## Persönlichkeiten
In Affing geboren oder gestorben:

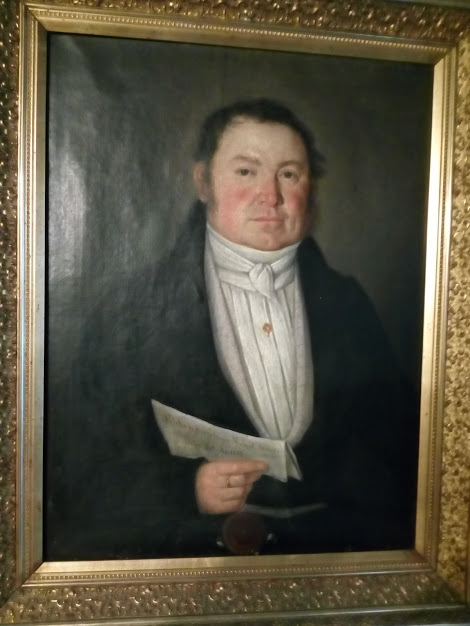
Joseph Heiserer um 1840

- Maximilian Joseph von Gravenreuth (1807–1874), deutscher Schlossherr und Waldbesitzer
- Christian Haeutle (1826–1893), deutscher Archivar und Historiker
- Joseph Heiserer (1794–1858), Stadtschreiber von Wasserburg am Inn
- Wilhelm Kaltenstadler (* 1936), deutscher Historiker

Bezug zu Affing:

Richard Anton Nikolaus Carron du Val

- Richard Anton Nikolaus Carron du Val (1793–1846), deutscher Jurist und erster rechtskundiger Bürgermeister der Stadt Augsburg von 1834 bis 1846, arbeitete von 1816 bis 1819 als Leiter des Herrschaftsgerichts in Affing